# Нива (журнал)

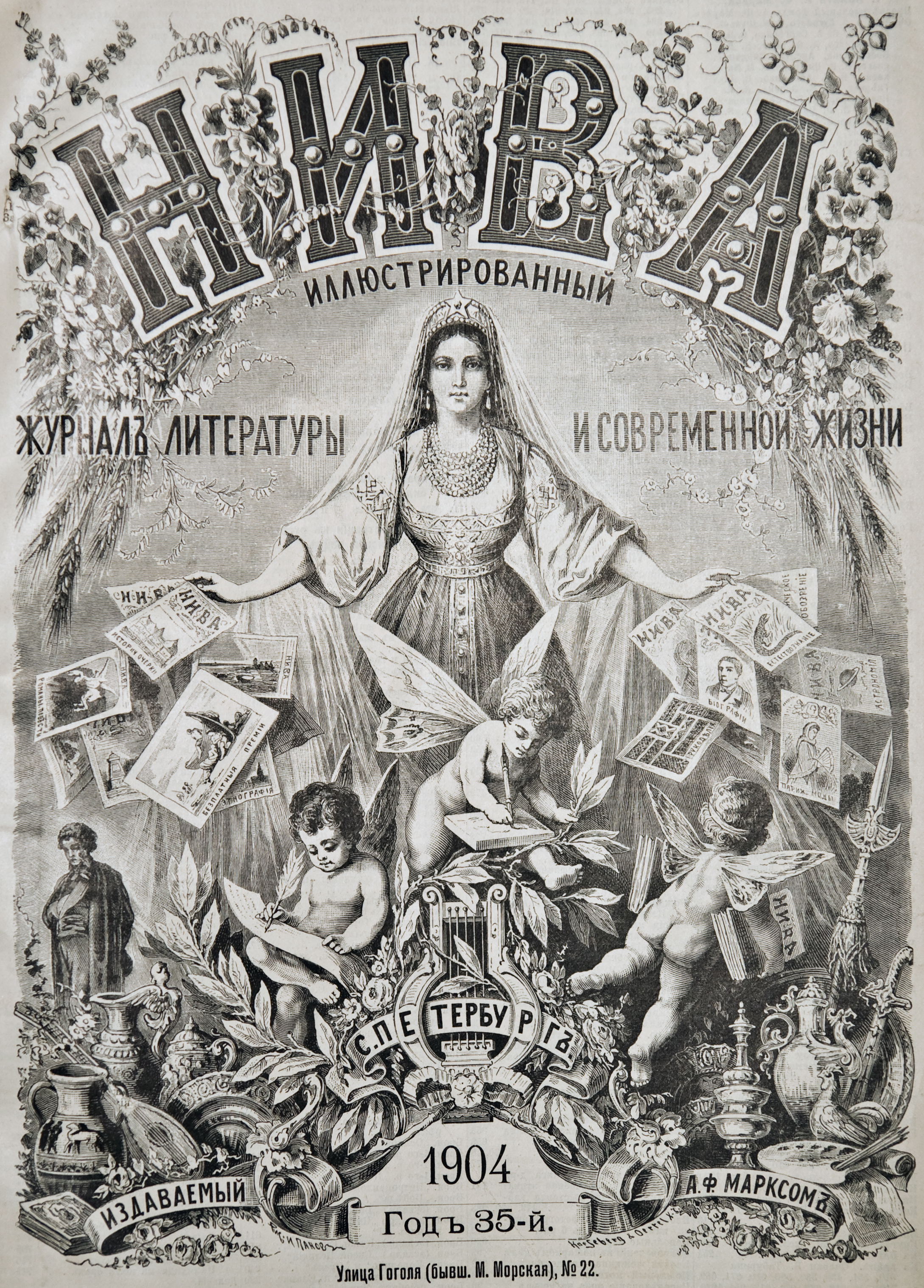
Обложка за 1904 год

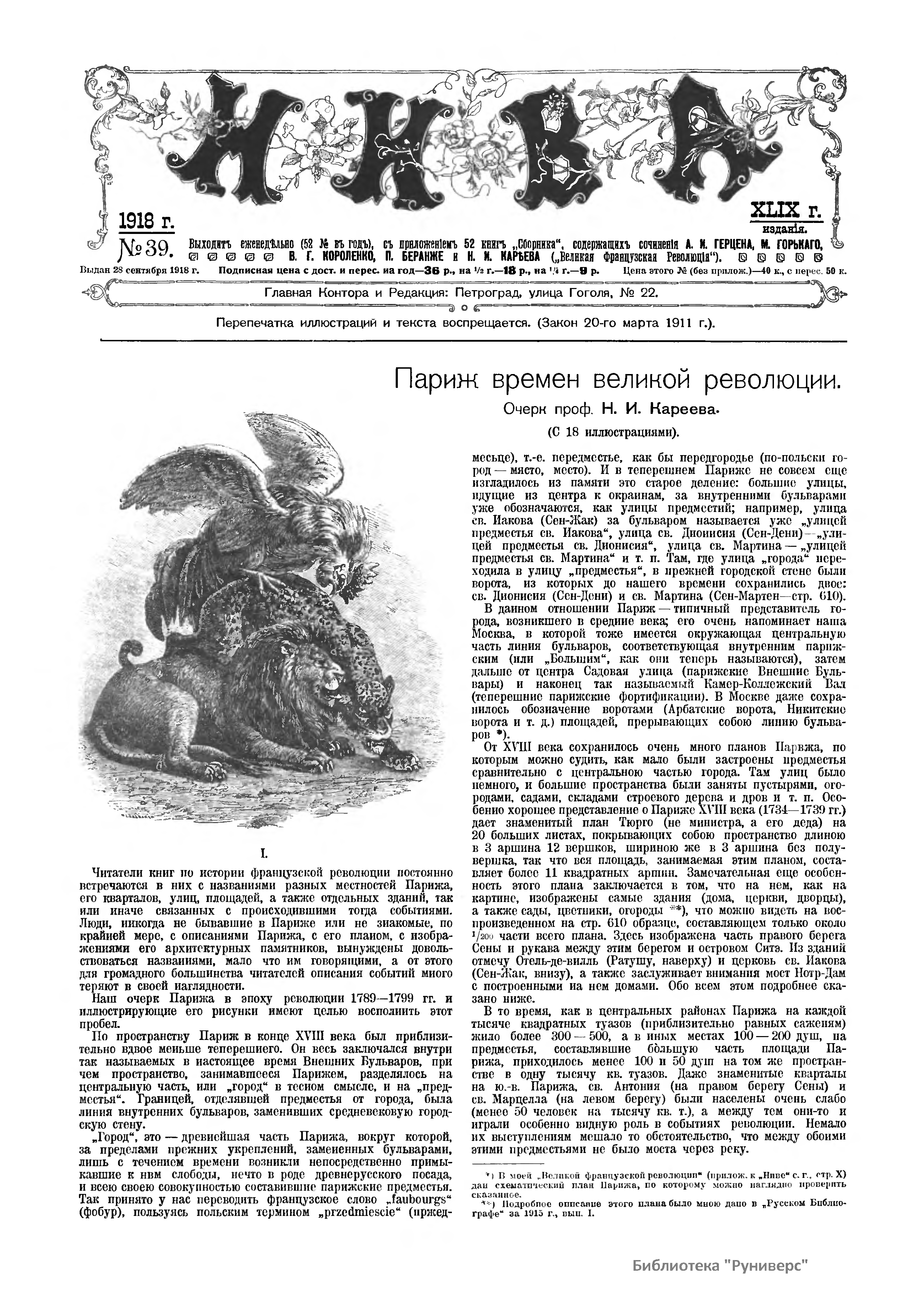
Обложка последнего номера, 1918 год

«Ни́ва» — русский еженедельный литературный журнал середины XIX — начала XX века с приложениями.
Издавался 48 лет, c 18 (30) декабря 1869 года по 28 сентября 1918 года в издательстве А. Ф. Маркса в Санкт-Петербурге.
Журнал позиционировал себя как журнал для семейного чтения и был ориентирован на широкий круг читателей. В издании публиковались литературные произведения, исторические, научно-популярные и различные юбилейные очерки, репродукции и гравюры картин современных художников. Материалы политического и общественного содержания давались в «благонамеренном» духе и сопровождались многочисленными иллюстрациями — до начала XX века обычно гравюрами, затем фотографическими обзорами.
Страницы изданий «Нивы», включая журнал и приложения, имели сквозную нумерацию для последующей брошюровки годовых комплектов, обложки к которым рассылались редакцией. Таким образом, журнал номер один имел страницу 1, а журнал номер 51 или 52 (последний в году) — страницу 1200.

## Бесплатные приложения
Начиная с 1891 года в качестве бесплатного приложения к журналу издавались собрания сочинений известных русских и иностранных авторов (обычно классиков, 12 книг литературных приложений в год в хорошем оформлении), а также 12 книг «Сборника Нивы» в год, олеографии, модные выкройки (журнал-приложение «Парижские моды», 12 номеров в год), календари и художественные альбомы. Благодаря высокому уровню печатавшихся произведений и низкой цене на подписку (по состоянию на 1903 год один номер — 25 копеек без доставки, 30 — с доставкой), журнал обрёл популярность и самый высокий тираж среди всех журналов России.
Годовая подписка в 1900-х годах на журнал, со всеми приложениями, стоила неправдоподобно дёшево для печатных изданий: в Санкт-Петербурге — 5,50 в год, в Москве — 6,25, в Одессе — 6,50, по России 7 рублей и за границу — 10 рублей.

## Успех у читателей

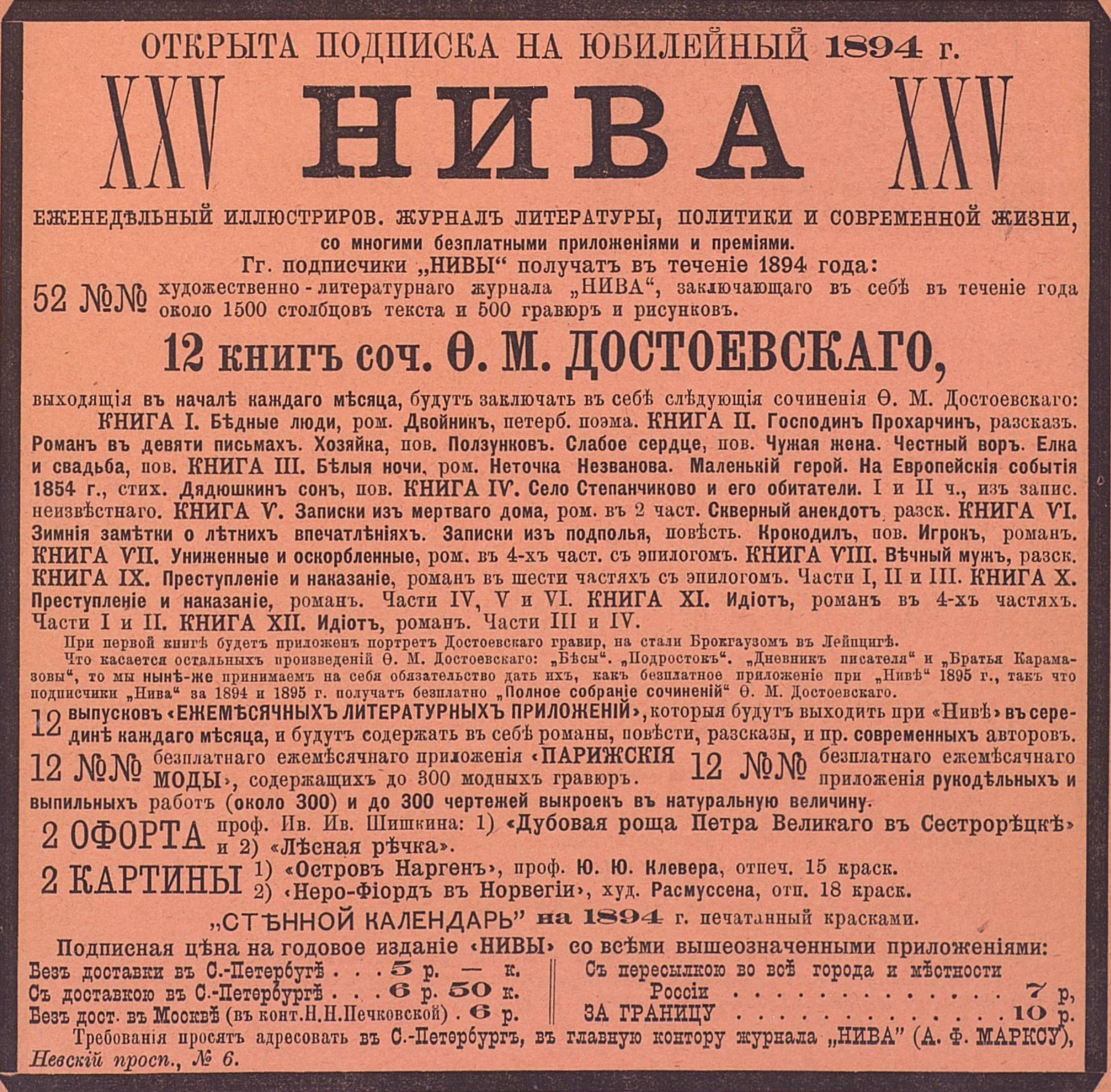
Реклама журнала, 1894 год.

С первых лет своего существования «Нива» была самым распространённым иллюстрированным изданием. Так уже в 1870 году тираж «Нивы» составлял 9 тыс. экземпляров, что в два раза больше, чем тираж любого популярного «толстого» ежемесячника с солидным опытом издания, будь то «Отечественные записки», «Русский вестник» или «Вестник Европы». Но это — издания заведомо дорогие. У «Нивы» иной читатель, и она опережает по количеству подписчиков даже ежедневную прессу. Так в 1875 году распродано 18 тысяч экземпляров, в 1877 — 30 тысяч, в 1878 — 43 тысячи, в 1882 — 70 тысяч, в 1884 — 90 тысяч, в 1886 — 102 тысяч, в 1891 — 115 тысяч, в 1893 — 120 тысяч, а в 1894 тираж достигал уже 170 тысяч экземпляров — в этот год бесплатным приложением к «Ниве» шло Собрание сочинений Достоевского.
Для России, где вплоть до конца XIX века 1 тысяча подписчиков — обычное дело, это был неслыханный успех. Апофеоз «Нивы» — публикация романа Льва Толстого «Воскресение». Для издателя неважно, что подоплёка публикации Львом Толстым, до этого отказывавшим почти всем журналам в праве печатать свои произведения, в коммерческой заинтересованности Толстого: доход от издания предназначался для передачи канадским духоборам. В этом (1899) году тираж журнала перевалил за 200 000 экз. Удивительно, что многочисленные иллюстрированные журналы, пытавшиеся повторить коммерческий успех «Нивы», не выдерживали конкуренции. Такова участь «Всемирной иллюстрации», «Огонька», «Живописного обозрения», «Севера», «Родины», «Нови», «Всемирной панорамы» и т. д.
Своеобразный рекорд дореволюционной России одержала «Нива» в 1904 году: в последний год жизни своего основателя А. Ф. Маркса она набрала 275 тысяч подписчиков.  Абсолютный рекорд популярности так и не удалось превзойти ни одному изданию прежней России: наивысший тираж журнала «Gartenlaube» в 400 000 экз. пришёлся на 1875 год; в 1904 году по числу подписчиков «Нива» уступала только «Illustrated London News» (бывш. «Penny Magazine»). До этого такой успех знали лишь единичные иллюстрированные журналы Англии, Германии, Франции и США.
Годы революции внесли коррективы в читательские пристрастия, но «Нива» по-прежнему оставалась в своём сегменте самой популярной «иллюстрацией» вплоть до своего закрытия новой властью в сентябре 1918 года.

## Авторы
В журнале печатались такие авторы как: А. К. Толстой, Ф. И. Тютчев, П. А. Вяземский, Д. В. Григорович, К. К. Случевский, Н. В. Успенский, Л. Н. Толстой, Н. С. Лесков, Г. П. Данилевский, А. А. Фет, А. Н. Майков, А. П. Чехов, Яков Полонский, Владимир Соловьёв, К. М. Станюкович, Д. Н. Мамин-Сибиряк, Мирра Лохвицкая, А. А. Блок, С. А. Есенин, Л. Н. Андреев, Максим Горький, Корней Чуковский, Анна Ахматова, Иван Бунин, Александр Куприн, Осип Мандельштам, Пётр Боборыкин, Валерий Брюсов, Дмитрий Мережковский, Георгий Иванов, Сергей Городецкий, Георгий Чулков, Константин Бальмонт, Константин Фофанов, Михаил Кузмин, Николай Минский, Николай Клюев, Борис Садовской, Фёдор Сологуб, Тэффи, Александр Грин, Борис Савинков (В. Ропшин), Николай Гумилёв, Илья Эренбург, С. Н. Сергеев-Ценский, Алексей Ремизов, А. С. Серафимович, Николай Рерих, И. Е. Репин, Игорь Грабарь, А. Ф. Кони, В. Р. Щиглев, З. Ю. Рущиц-Яковлева.
Но названными авторами круг писателей «Нивы» не исчерпывался. Основными авторами журнала были всё же писатели, не имевшие громких имён, но весьма популярные в специфическом кругу читателей «Нивы»: В. И. Немирович-Данченко, В. Г. Авсеенко, Ф. Н. Берг, М. Н. Волконский, П. П. Гнедич, В. П. Клюшников, Н. Н. Каразин, В. В. Крестовский, Всеволод Соловьёв, Е. А. Салиас, Д. И. Стахеев, И. Н. Потапенко, И. И. Ясинский, В. А. Тихонов, А. А. Тихонов, В. Я. Светлов, П. К. Мартьянов.
Редакторами «Нивы» были В. П. Клюшников, Ф. Н. Берг, М. Н. Волконский, Д. И. Стахеев, А. А. Тихонов, Р. И. Сементковский, В. Я. Светлов.

## Художники журнала
Среди художников журнала наибольшей популярностью пользовались Н. Н. Каразин, Е. М. Бём, С. С. Соломко, И. С. Ижакевич, В. А. Табурин, Е. П. Самокиш-Судковская, Н. С. Самокиш, И. Н. Павлов, И. Э. Грабарь, Л. О. Пастернак и др.

## Журнал «Нива» и русское просвещение

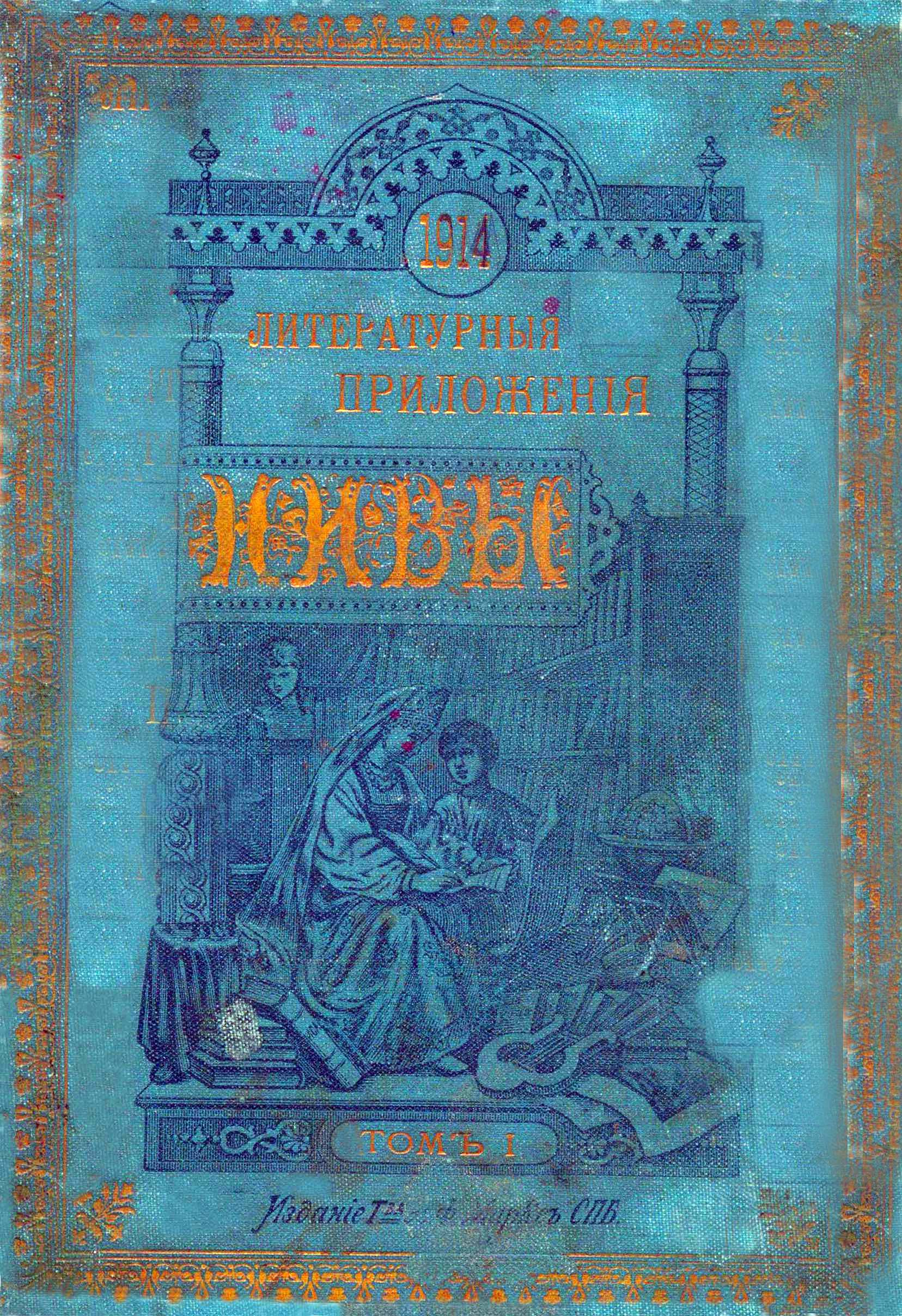
Обложка 1 тома лит. приложений 1914 года. Изображена пишущая девушка в кокошнике («Алёнушка») и её брат («Иванушка») в библиотеке в окружении полок с книгами и произведений искусства

Журнал «Нива» был любимым детищем А. Ф. Маркса, возглавлявшего своё издательство вплоть до своей смерти в 1904 г. Всего за 48 лет существования журнала было издано 2500 номеров и более 50 миллионов экземпляров бесплатных приложений. Во многом благодаря «Ниве» сочинения многих современных авторов добрались до самых отдалённых областей России. «Нива» — один из наиболее распространённых журналов дореволюционной эпохи, по нему можно составить картину её быта, нравов и традиций. Современники весьма неоднозначно оценивали журнал. Так поэт Иннокентий Анненский в письме Н. П. Бегичевой жаловался на банальность романсов, «похожих друг на друга как красавицы из Нивы».
После смерти А. Ф. Маркса «Нива» не осталась неизменной. На долгие годы редактором её становится писатель-балетоман, близкий к кругу С. П. Дягилева — Валериан Яковлевич Ивченко, литературный псевдоним В. Я. Светлов. Возможно, благодаря ему на страницах журнала так или иначе представлены все крупные литературные силы «серебряного века». Журнал регулярно знакомит читателя с последними художественными выставками. Даже традиционное для «Нивы» шахматное обозрение ведёт в эти годы такая значительная фигура «серебряного века», как Е. А. Зноско-Боровский, весьма ценимый В. В. Набоковым.
Таким образом, журнал, третируемый литературной «аристократией» в 70—80 годы XIX века за свою обывательскую, буржуазную аудиторию (например, М. Е. Салтыковым-Щедриным и кругом «Отечественных записок»), становится достаточно «элитным» изданием и безусловно выделяется из множества массовых невзыскательных тонких журналов, рассчитанных на «пёстрого» читателя, того читателя, который мог читать его и в библиотеке, и в вагоне поезда.

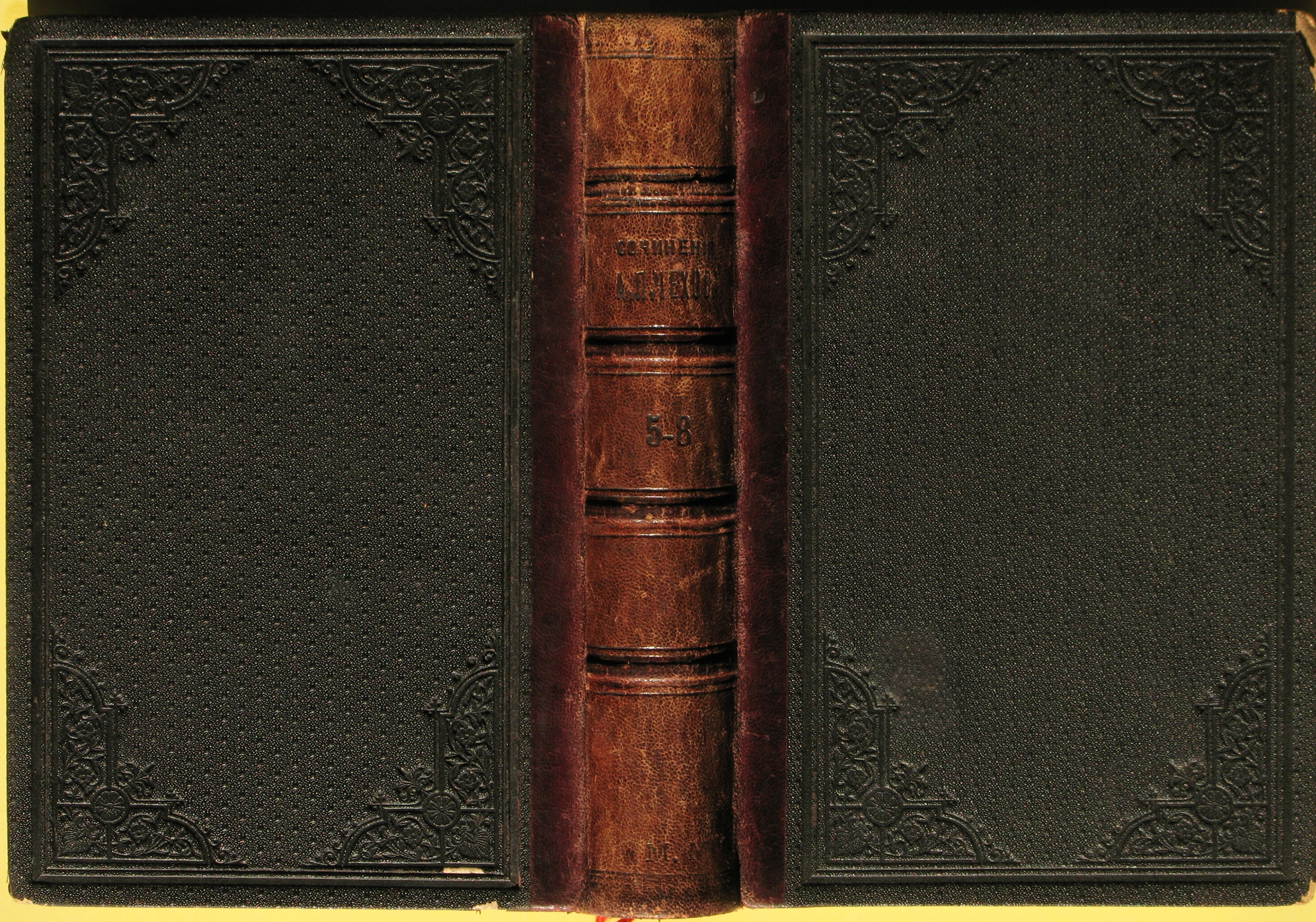
Переплёт собрания сочинений в 16 томах А. Чехова, 1903. Тома высылались подписчикам в мягких обложках, а после выхода можно было заказать в издательстве отдельно переплёты

Ярким примером просвещения населения явились публикации, посвященные юбилейным торжествам в Российской империи в 1912 году:

журнал «Нива» на своих страницах в 1912 г. опубликовал 73 живописные работы, 88 фотографий и изображений, девять обширных текстовых материалов и три рекламных материала. В 1913-1918 гг. было опубликовано девять живописных работ, 14 фотографий и изображений и четыре текстовых материала. Все это позволяло читателям прикоснуться к истории Отечественной войны 1812 года и побывать в «виртуальном музее», который удалось создать на том этапе развития средств массовой информации - без интернета, телевидения и радиовещания.— Рычков С.Ю.«Нива». Бабушкина подшивка - виртуальный музей» // ОТЕЧЕСТВЕННАЯ ВОЙНА 1812 ГОДА ИСТОЧНИКИ. ПАМЯТНИКИ. ПРОБЛЕМЫ. Бородино, 04–06 сентября 2017 года. Материалы XXI Международной научной конференции. Сост. И.В. Корнеев. 2018 г. Федеральное государственное бюджетное учреждение культуры «Государственный Бородинский военно-исторический музей-заповедник». С.38-53

## Оценки
Я еще перелистовал "Ниву" и все искал там добрых семян для засеменения молодых душ и не нашел их: все старая, затхлая ложь, давно доказавшая свою бессильность и вызывающая себе одно противодействие в материализме.
Письмо Н. С. Лескова к С. Н. Шубинскому от 15 декабря 1894.